# دهستان قشلاق شرقی
دهستان قشلاق شرقی نام دهستانی در بخش قشلاق دشت شهرستان بیله‌سوار، استان اردبیل در ایران است. براساس سرشماری مرکز آمار ایران در سال ۱۳۸۵، جمعیت آن ۱۰۸۰۲ نفر (۲۲۸۳ خانوار) بوده‌است.